# Guillermo Andino
Guillermo Andino (Buenos Aires, 4 febbraio 1968) è un giornalista argentino.
È sposato con Carolina Prat, la quale gli ha dato due figlie, Sofia e Vittoria.

Laureato in Relazioni Internazionali presso l'Università del Salvador, iniziò la sua carriera di giornalista dopo la morte di suo padre, Ramón Andino. Condusse diversi programmi di molto successo nella TV argentina, soprattutto dei telegiornali. Adesso conduce América Noticias, il telegiornale della rete televisiva argentina América TV.